# Olasz János (színművész)
Olasz János (Öcsöd, 1904. december 29. – Budapest, 1968. március 2.) magyar színész.

## Életpályája
Öcsödön született, 1904. december 29-én. Apja: Olasz Lajos ácsmester volt, anyja: Kolop Rebeka. A Színházi Élet című lapnak nyilatkozta 1938-ban:

„Öcsödön, Békés megyében születtem, ott egyszerű földmívesember az apám. Van egy kis földünk, de csak pár hold az egész. Onnan jöttem el Pestre, tizenhatéves koromban… A gázgyár udvaraiban dolgoztam először, mint napszámos, később a gépek mellé kerültem és ma már a gázgyár »nyomozója« vagyok. Az elköltözött lakók új címét, a ki nem fizetett gázszámlák adósait nyomozom ki. Ez már úri foglalkozás, ahhoz képest, ahogy kezdtem. Később évek múlva már »műkedvelőztem« is a gázműveknél. A műkedvelő egyesületben…Zilahy Lajos darabjaiban…sokat játszottam… Zilahy valahol láthatott vagy hallott rólam, nem tudom, de egyszer csak hivattak a filmgyárba, hogy azonnal keressem fel Zilahy urat. A lakásán találkoztunk, először jól végignézett, aztán megkezdődött a tűzpróba. Szavaltam, beszéltem, felolvastam, énekeltem. Zilahy úr azt mondta: neki tetszik amit csinálok, habár még nyers vagyok. Egy hónapon keresztül még nyolcszor voltam nála, azalatt sokat tanultam…közben sohase mondta, hogy én forgom játszani Sámson Mihályt a filmen, csak a végén tudtam meg.”

 1921 tavaszán került a fővárosba. Kezdetben kubikosként dolgozott a Csepeli Szabadkikötő építkezésén, majd az Óbudai Gázgyárhoz került, ahol eleinte szintén kubikos, fizikai munkás, majd gépész, később gázgyári tartozásbehajtó volt. Az óbudai Gázművek Önképzőkörében kezdett színészettel foglalkozni, itt műkedvelő színészként több Zilahy-darabban játszott és Zilahy Lajos felfedezettjeként lett a Süt a nap című film főszereplője. Ebben a filmben egyik partnere volt Rózsahegyi Kálmán, akinek színiskolájában végezte tanulmányait. 1953-tól nyugdíjba vonulásáig az Állami Déryné Színház társulatának tagja volt.

## Színházi szerepeiből

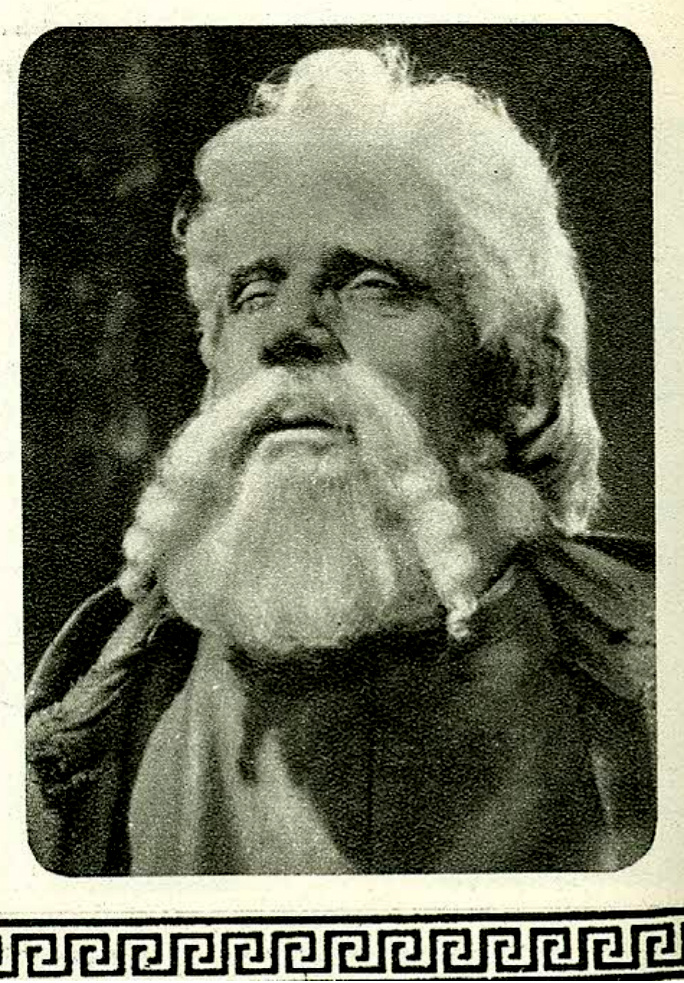
Theirésziász szerepében (Szophoklész: Antigoné - Állami Déryné Színház)

- William Shakespeare: Hamlet... Első sírásó
- Friedrich Schiller: Ármány és szerelem... Komornyik
- Szophoklész: Antigoné... Theirésziász
- Mark Twain: Koldus és királyfi... Gazdag úr
- Mona Brand: Hamilton család... Raynolds
- Edmund Morris: Álom és valóság (Fatányér)... Sam Jaeger, Lon barátja
- Jókai Mór: Szegény gazdagok... Onucz
- Jókai Mór: A szerelem bolondjai... Világosi
- Molnár Ferenc: A Pál utcai fiúk... Rácz tanár úr
- Vaszy Viktor: Dankó Pista... Bitó
- Gombos Imre: A csóknak próbája... Márton
- Tóth Miklós: Mézesmadzag... Csete Mátyás
- Darvas József: Hajnali tűz... Bencsik Antal
- Farkas Ferenc – Innocent-Vincze Ernő: Anyósgenerális (Vők iskolája)... Orvos

## Filmes és televíziós szerepei
- Süt a nap (1939)... Sámson Mihály
- A Tenkes kapitánya (1964)
- Nyáron egyszerű (1964)... Hajóskapitány
- Lássátok feleim (1968)... Antal bácsi